# Village ibérique de La Moleta del Remei
Le village ibérique de La Moleta del Remei (en catalan : poblat ibèric de la Moleta del Remei) est une ancienne cité ibère fondé au VIIe siècle av. J.-C. et un site archéologique situé à Alcanar (comarque de Montsià), dans la province de Tarragone en Catalogne,.
L'ensemble du site ibérique de La Moleta de Remei est géré par le musée de Montsià et a été déclaré bien d'intérêt culturel en 1979 et monument historique, artistique et archéologique national en 1986.

## Géographie
La Moleta del Remei est située au sommet de la petite colline de La Moleta del Remei dont elle tire son nom, à une hauteur totale de 208 m au-dessus du niveau de la mer. Ce petit sommet fait partie du versant sud de la Serra de Montsià et sa situation est privilégiée, car elle offre une vue parfaite sur la mer Méditerranée. De plus, c'est une enclave très proche de l'embouchure de l'Èbre. L'accès au site se fait depuis l'ermitage de Notre-Dame de Remei, situé sur le versant ouest de la même colline, par un petit sentier menant au village.

## Historique
Il s'agit d'un village de la tribu ibère des Ilercavons établi sur la montagne de La Moleta del Remei, tout près de l'Ermita de la Virgen del Remedio (es). Daté entre les VIIe et IIe siècles av. J.-C., il fait actuellement partie de la Route des Ibères.

## Zone archéologique
En 1922, Josep Matamoros, dans son livre Historia de mi pueblo, faisait déjà référence à ce site. Il a également parlé d'une série de pièces de céramique et d'orfèvrerie qu'il a collectionnées et provenant de cette région.
En 1961, le service de fouilles de la Mairie de Barcelone commença plusieurs campagnes, notamment jusqu'en 1965, sous la direction des directeurs Ripoll et Pericot. Ces fouilles servaient uniquement à montrer divers matériaux, principalement des céramiques grecques et étrusques, mais pas à connaître le fonctionnement social et structurel de la ville.

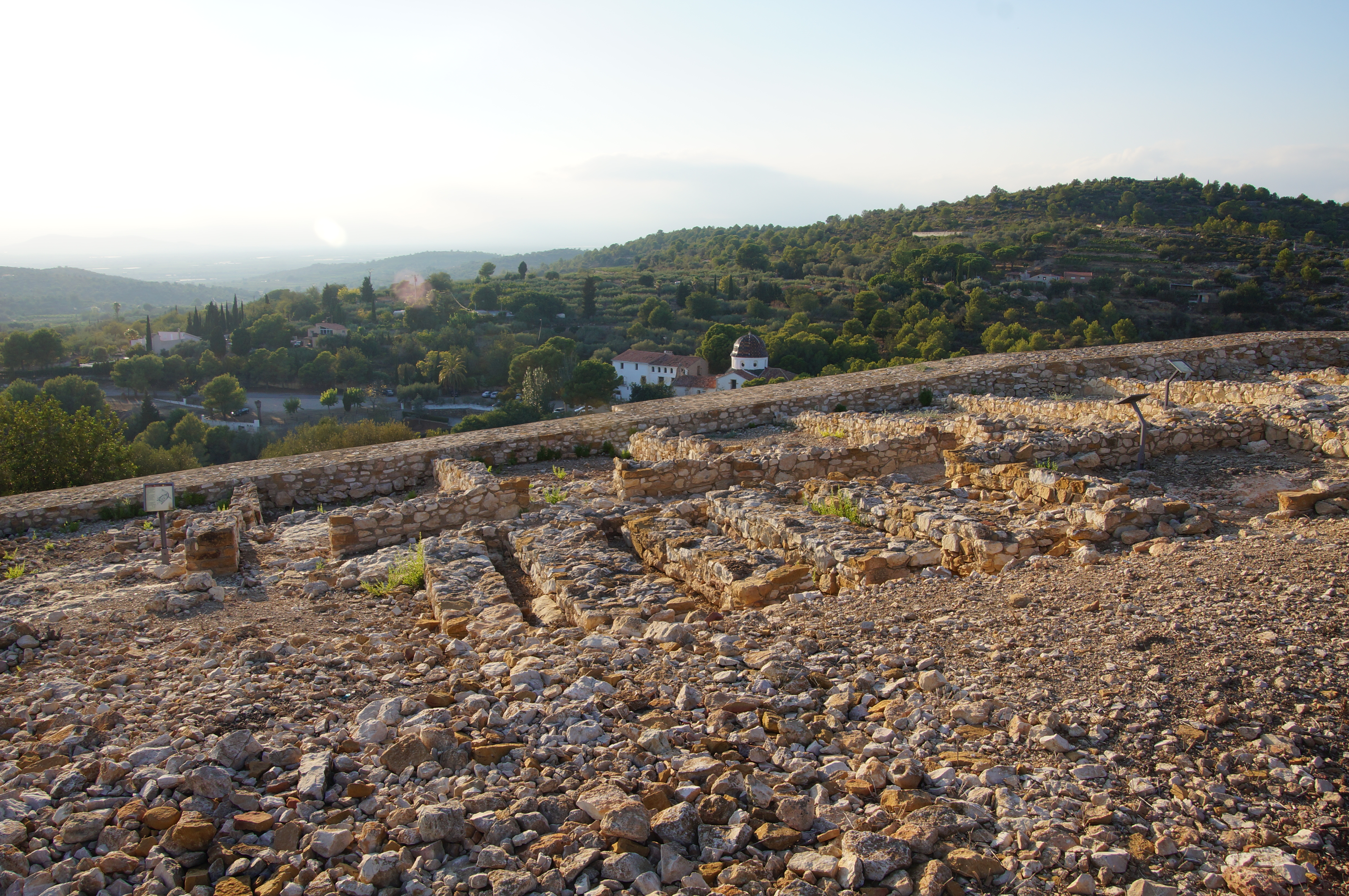

Entre 1985 et 1995, le Département de Préhistoire, Histoire Ancienne et Archéologie de l'Université de Barcelone a développé un projet de recherche sur la cité antique de La Moleta del Remei. Avec ce projet, il a été possible de systématiser chronologiquement, culturellement, territorialement et typologiquement la culture des Ibères au sud de l'embouchure de l'Èbre. Après cette première intervention, un programme global d'action, de muséification et de préservation a été défini, en collaboration avec la Mairie d'Alcanar et le Musée du Montsià, ainsi que l'ouverture du site au public. Ainsi, la première phase d'action, entre 1996 et 1997, s'est terminée par l'étude archéologique des zones sud-est et nord de la cité et s'est terminée par les interventions manquantes dans les zones sud et est. A l'issue de ces campagnes de fouilles, les phases de consolidation, d'adaptation et de signalisation ont été engagées.

## Description
La Moleta est une ville de plan ovale et fortifiée sur tout son périmètre, ce qu'on appelle un village fortifié. Presque toutes les zones de la colonie utilisaient le mur extérieur comme mur de fond.

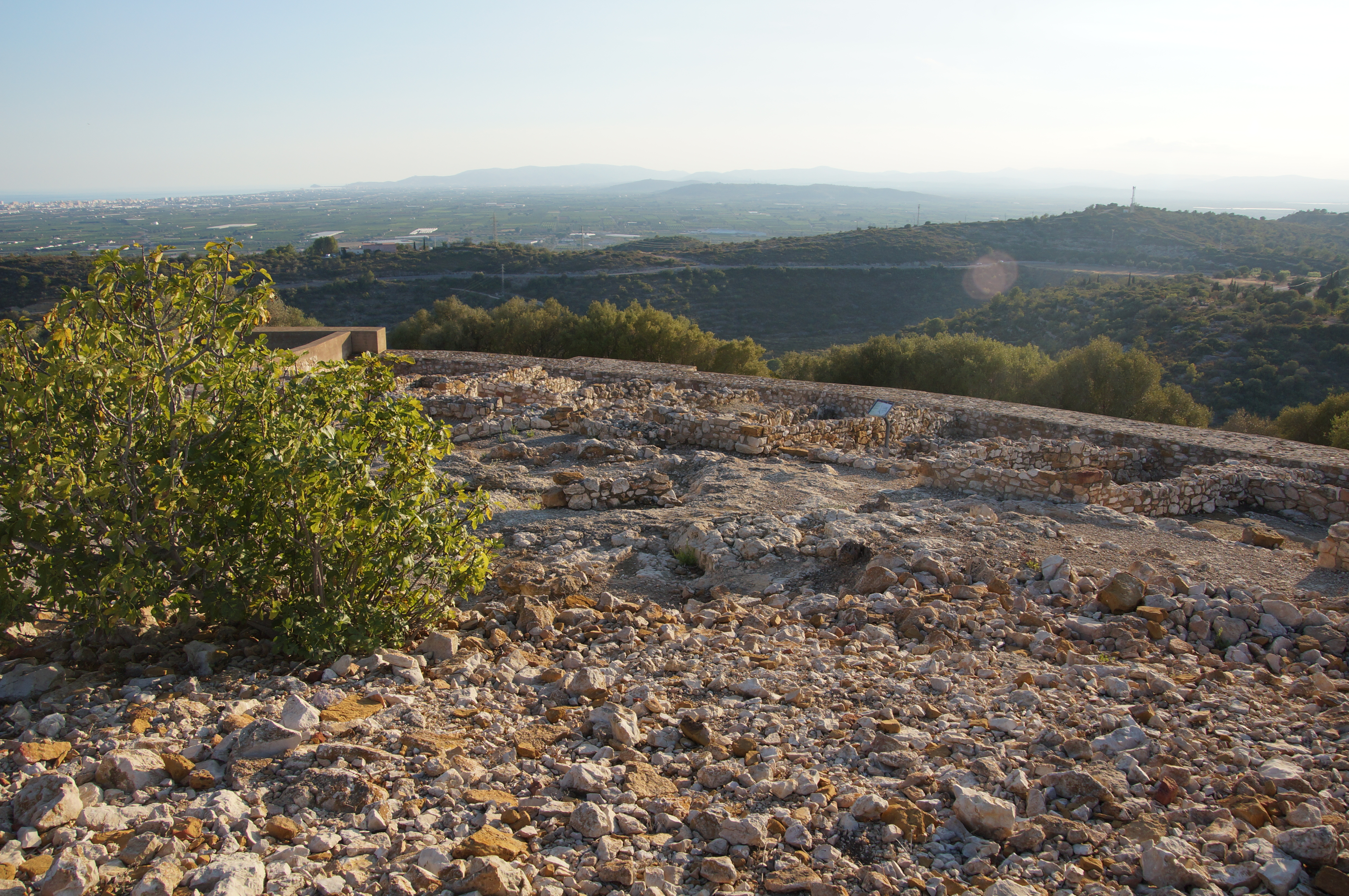

Dès le début, elle a été considérée comme une agglomération de dimensions considérables, 2 800 m2, et entièrement entourée par la muraille et avec la disponibilité d'un espace central.
La cité fut occupée de 625 av. J.-C. jusqu'au IIe siècle av. J.-C.. Avec quatre périodes distinctes : 1. (625-575 av. J.-C.), 2. Abandon(?), 3. (425-300 av. J.-C.) et (300-230 av. J.-C. - stagnation), 4. (230 à 110 av. J.-C. - 2e phase de construction). Elle est considérée comme une grande colonie du premier âge du fer, mais cela ne l'empêche pas de devenir plus tard une colonie ibérique importante et durable. De nombreux vestiges des dernières phases d'occupation ont été détruits en raison de l'utilisation de ces terres comme oliveraies et de l'utilisation de la charrue .
La fin de la première phase d'occupation a été provoquée par un incendie dans presque toute la cité. De plus, l'occupation ultérieure n'a pas été immédiate, elle a profité d'une grande partie des anciennes structures et a divisé de nombreuses zones en plusieurs zones. Cette seconde occupation peut déjà être considérée comme pleinement ibérique, contrairement à la première, qui était issue du premier âge du fer.

### Les Bâtiments cultuels
Dans la cité, jusqu'à trois bâtiments ont été découverts qui servaient de lieu de culte.
- Zone 7 (VIIe et VIe siècles av. J.-C.) : Une cheminée circulaire (1,60 m est apparue dans cette maison. Tout près, une structure rectangulaire avec des restes de feu et qui pourrait être soit un four, soit un autel. Egalement une inhumation d'un nourrisson de sexe masculin trouvée dans une concavité creusée sous le trottoir. Outre une petite ciste où ils avaient été déposés : des récipients en céramique, des pièces phéniciennes et divers restes d'animaux. Ce quartier a la particularité de partager des logements[11].
- Zone 17 (IIIe et IIe siècles av. J.-C.) : Une tombe contenant jusqu'à 5 sépultures d'enfants a été trouvée dans cette zone.
- Zone 52 (IIIe et IIe siècles av. J.-C.): Comme dans la zone 7, une cheminée centrale a également été retrouvée dans celle-ci(1 m de diamètre). Une petite structure en pierre a été trouvée très près de cette maison, qui est probablement un autel.

Le fait de retrouver trois zones de culte différentes pourrait être une diversification de la société avec des quartiers, ou plus vraisemblablement, et compte tenu de la chronologie, la zone 7 serait de culte privé, ce pourrait être le chef, et les autres zones postérieures le sont déjà.

### Entrepôts
Un système de greniers surélevés était utilisé pour le stockage des céréales. La structure en élévation a été construite avec des murs parallèles mais pas ensemble, laissant un espace entre eux. Le but de ces constructions était d'aérer facilement le bâtiment et de protéger les grains de l'humidité du sol.
Dans la cité de La Moleta del Remei, jusqu'à trois structures présentant ces caractéristiques ont été fouillées (datées entre les Ve et IVe siècles av. J.-C.). Ces granges sont réparties autour de la place centrale.

### Les découvertes
- Le simpulum le plus ancien de fabrication locale de la péninsule ibérique. Il date, d'après les céramiques grecques retrouvées ensemble, de la fin du Ve siècle av. J.-C. ou du début du IVe siècle av. J.-C.[12].
- Matériaux phéniciens : fragments d'amphores et récipients tripodes. Fin du  VIIe siècle av. J.-C. – début du VIe siècle av. J.-C.[13].
- Inhumations d'enfants : Jusqu'à cinq dans la zone 17 (bâtiment du culte), une dans la zone 18 et une autre dans l'accès à la place[9].
- Vestiges agraires : Vignoble (Âge du Fer)[14].